# Eruga draperi
Eruga draperi är en stekelart som beskrevs av Ian D. Gauld 1991. Eruga draperi ingår i släktet Eruga och familjen brokparasitsteklar. Inga underarter finns listade i Catalogue of Life.